# Axel Rubbestad
Axel Ludvig Rubbestad (före 1943 Hansson), född 2 oktober 1888 i byn Bråten, Ödeborgs församling, Älvsborgs län, död 6 augusti 1961 på gården Vrine, Bäcke församling, Älvsborgs län (kyrkobokförd i Ödeborgs församling), var en svensk politiker (bondeförbundare). 

## Biografi
Från 1932 var han ledamot av riksdagens andra kammare, en plats han kom att inneha till 1960.  År 1913–35 arrenderade han prästgården i Ödeborg, som har namnet Rubbestad.  Därefter ägde han gården Vrine i samma socken. Han blev känd som "Hansson i Rubbestad" eller enbart "Rubbestad" i riksdagen, och i samband med att han 1943 blev statsråd antog han Rubbestad som släktnamn för att på så sätt undvika namnförväxling med statsminister Per Albin Hansson. 
I Per Albin Hanssons samlingsregering under andra världskriget var Rubbestad 1943–45 konsultativt statsråd, 1943–44 med ansvar för civilförsvaret och 1944–45 med ansvar för bränsleförsörjningsfrågor. Han var bankofullmäktig 1952–61, landstingsman i Älvsborgs län 1926–60 och samtidigt ledamot av dess förvaltningsutskott och landstingets vice ordförande 1943–59. Han var ledamot av Bondeförbundets förtroenderåd 1941–60 och av kyrkomötena 1951 och 1957.
Kyrkligt var Rubbestad starkt påverkad av schartauanismen, med dess sparsamhetsiver och motstånd mot världslig kultur; redan under sin första mandatperiod i riksdagen motionerade han om att avskaffa de statliga bidragen till kulturverksamheter som teatern och Kungliga Operan i Stockholm. Han menade även att den andra årskursen av fortsättningsskolan skulle göras frivillig, då den hindrade ungdomar att skaffa ett praktiskt arbete. I början av 1950-talet krävde Rubbestad i riksdagen att författaren Vilhelm Moberg skulle fängslas, för angivet skandalösa formuleringar i romanen Utvandrarna (1949). Han bidrog till att tillfälligt begränsa expansionen av arbetsmarknadspolitiken, och genom många motioner i riksdagen och landstinget blev han en symbol för sparsamhet med offentliga medel. Rubbestad blev känd också för sina yttrande om sparsamhet och begränsning av utgifter, exempelvis att han för egen del levde på fem kronor om dagen.
Rubbestad var motståndare till samarbete med Socialdemokraterna, och motsatte sig i riksdagen bland annat den s.k. kohandeln om den ekonomiska politiken mellan Bf och S 1933, samt koalitionsregeringen Hansson II mellan de två partierna då denna tillträdde 1936. Han kom att acceptera samlingsregeringen under andra världskriget, men fortsatte efter kriget att förhålla sig starkt skeptisk till samarbete med S. När strandskyddslagen 1951 klubbades igenom i riksdagen var Rubbestad den ende riksdagsman som framförde invändningar mot den däri inskrivna allemansrätten.
Utrikespolitiskt har Rubbestad kommit att betecknas som isolationist, bland annat då han ställde sig starkt negativ till de "aktivistiska" strömningarna i samband med vinterkriget i Finland. Vid FN:s grundande 1945 yrkade han på att Sverige skulle stanna utanför. Han förhöll sig även mycket kritisk till den tilltänkta nordiska försvarsunionen 1948–49.

### Familj
Rubbestad gifte sig 1914 med Augusta Johansson (1894–1971). Själv ett av tolv syskon fick han med henne tretton barn: Erik (född 1914), Elsa (född 1915), Valter (född 1916), Torsten (född 1918), Bertil (född 1919), Ingeborg (född 1921), Gerhard (född 1922), Anna (född 1924), Cecilia (född 1926), Vera (född 1927), Georg (född 1929), Axel Einar (född 1933) samt Margit (född 1936). Genom sonen Einar var han farfars far till Michael Rubbestad.

## Utmärkelser
- Riddare av Vasaorden, 1941.[6]
- Kommendör av första klassen av Nordstjärneorden, 15 november 1944.[7]